# Stämpelfärgen 3

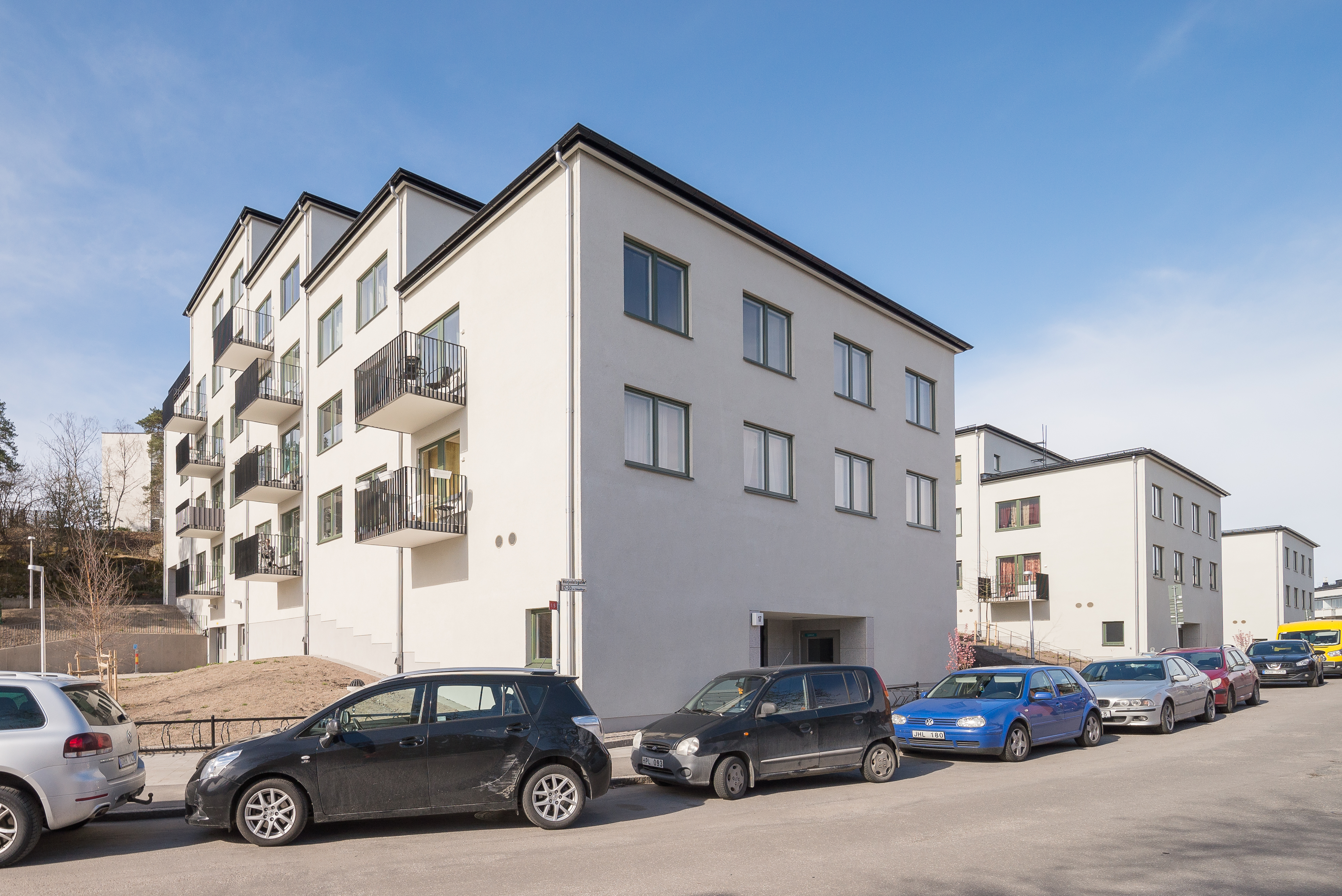
Vy från Härjedalsgatan i april 2017.

Stämpelfärgen 3 är en fastighet vid Härjedalsgatan 17 i Vällingby i västra Stockholm bestående av tre hyreshus uppförda 2016 av Svenska Bostäder efter ritningar av Vera arkitekter. Bebyggelsen består av tre parallella hus som gradvis klättrar uppför en sluttning från Härjedalsgatan. Fastigheten nominerades till Årets Stockholmsbyggnad 2017 (10:e plats).

## Arkitektur
De tre husen är uppförda norr om Vällingby centrum omgivna av bebyggelse från 1950-talet. Husen som sammanbinds av ett underjordiskt garage är uppförda på en tomt som tidigare var bebyggd med en teknikbyggnad för Svenska Bostäders förvaltning.
Husen är 3-5 våningar höga och klättrar uppför sluttningen. Byggnaderna har ett trapphus var som via korridorer betjänar upp till sex lägenheter per våningsplan. Gavlarna innehåller fyrarummare med fönster åt tre håll medan resten av husen består av enkelsidiga en- och tvårummare. Husen har putsade fasader.
I april 2017 nominerades fastigheten som ett av tio nybyggen i Stockholms kommun till Årets Stockholmsbyggnad 2017. Juryn beskrev fastigheten som tre nya bostadshus som är väl inpassade i sin närmiljö och i terrängen. De är goda exempel på smart och välbyggd vardagsarkitektur. De har identitet men gör sig inte till. Ett utmärkt sätt att möta behovet av bostäder i befintliga miljöer med enkelhet och ändå med kvalitet.

## Bilder

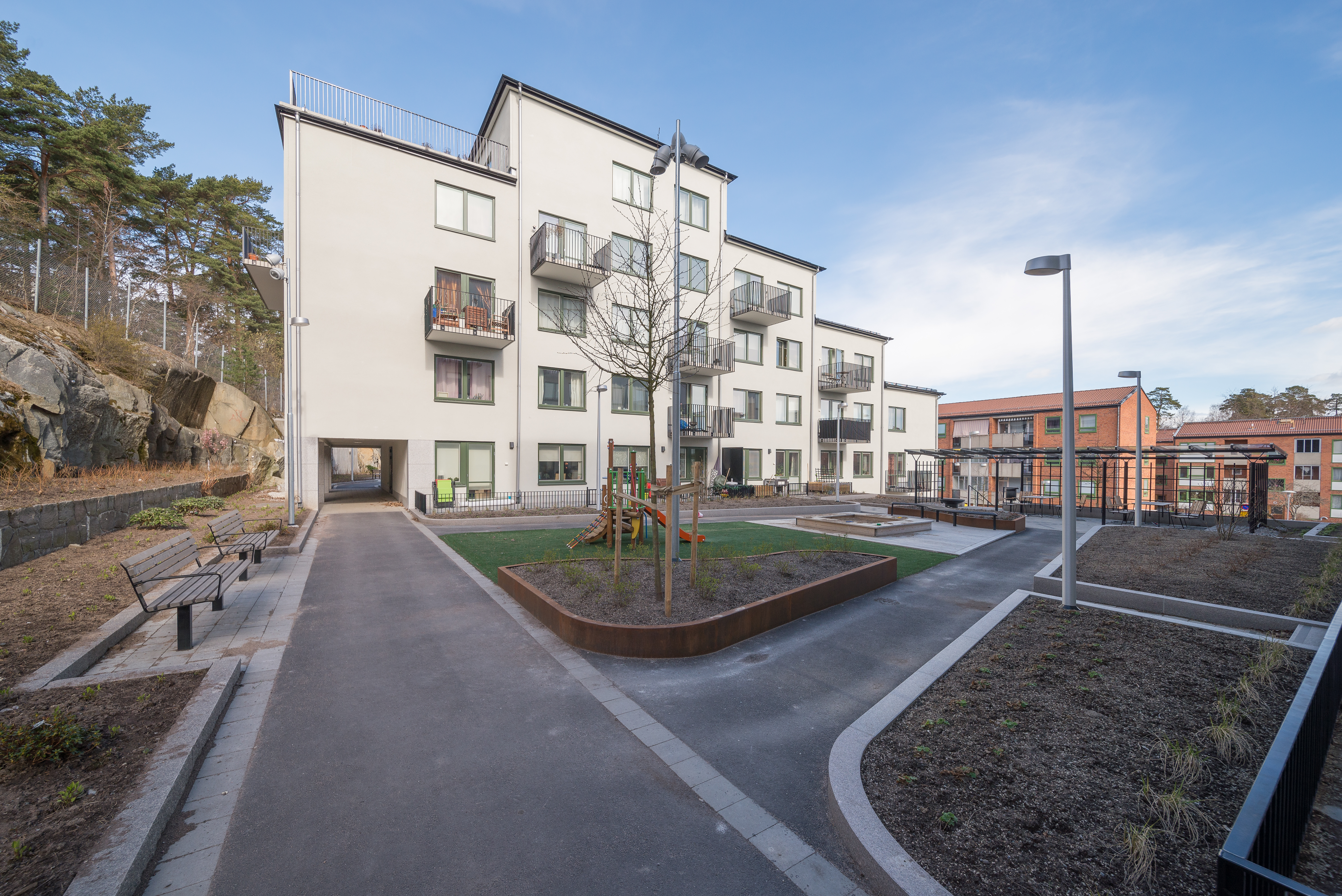
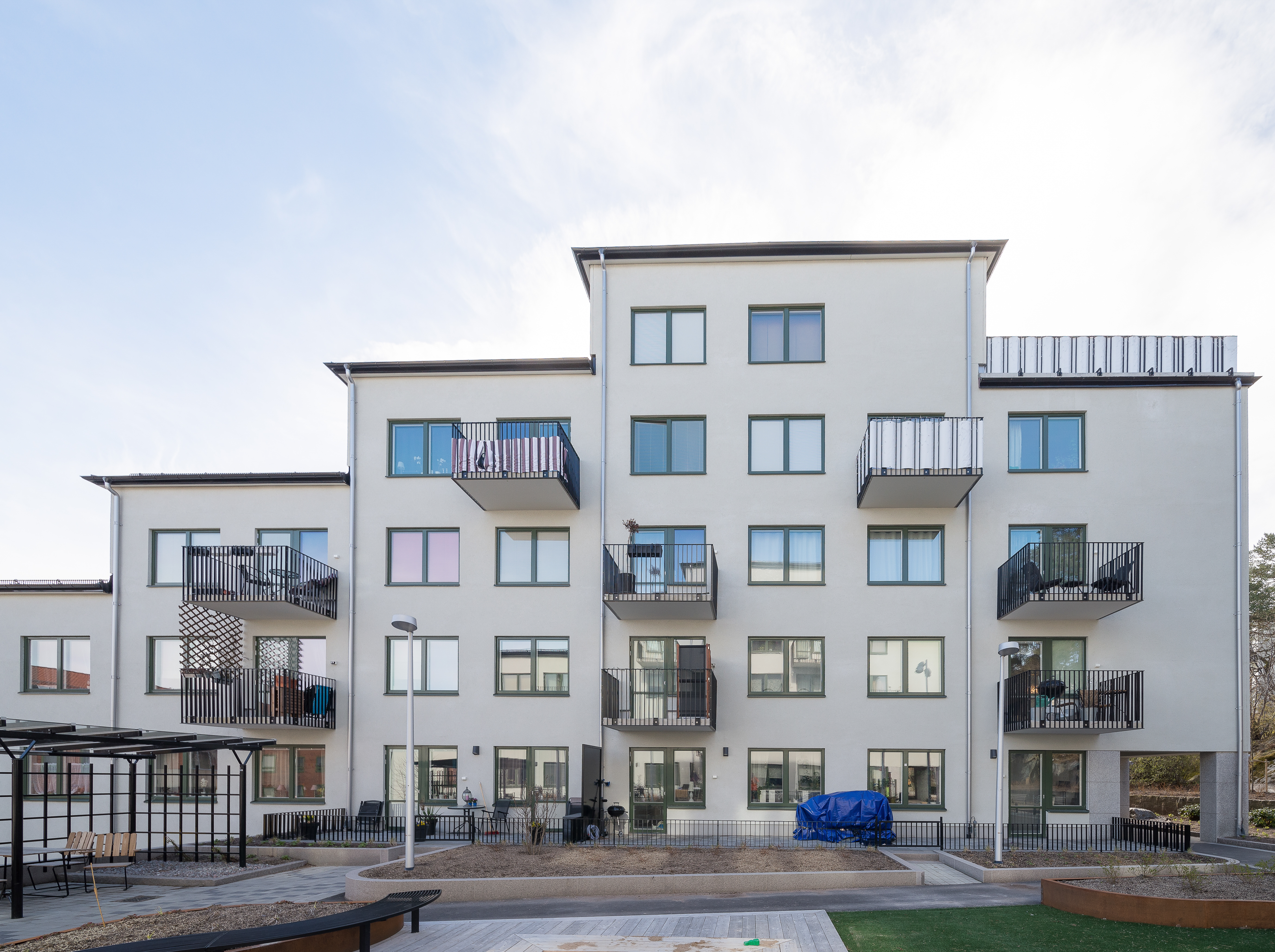
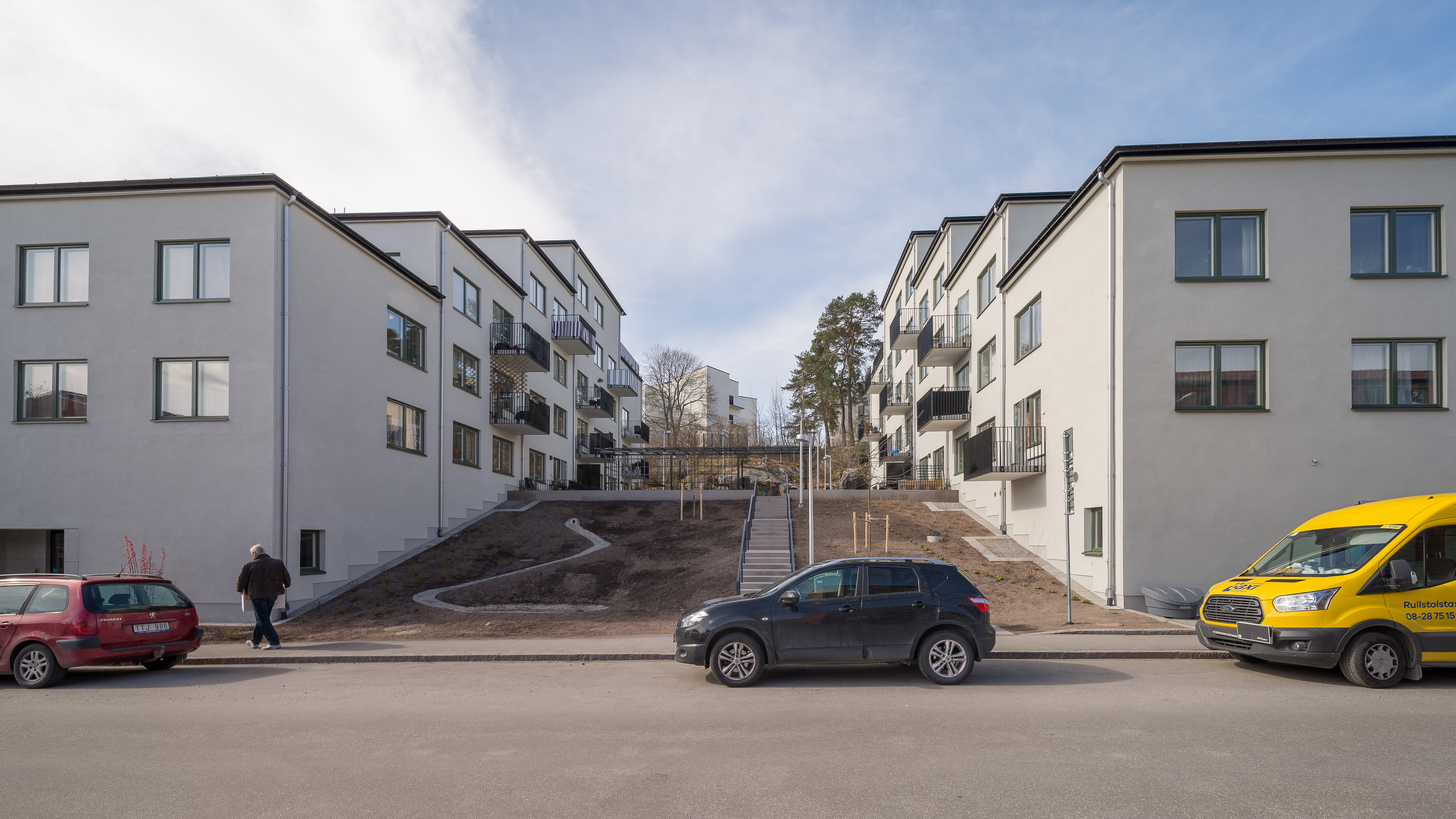
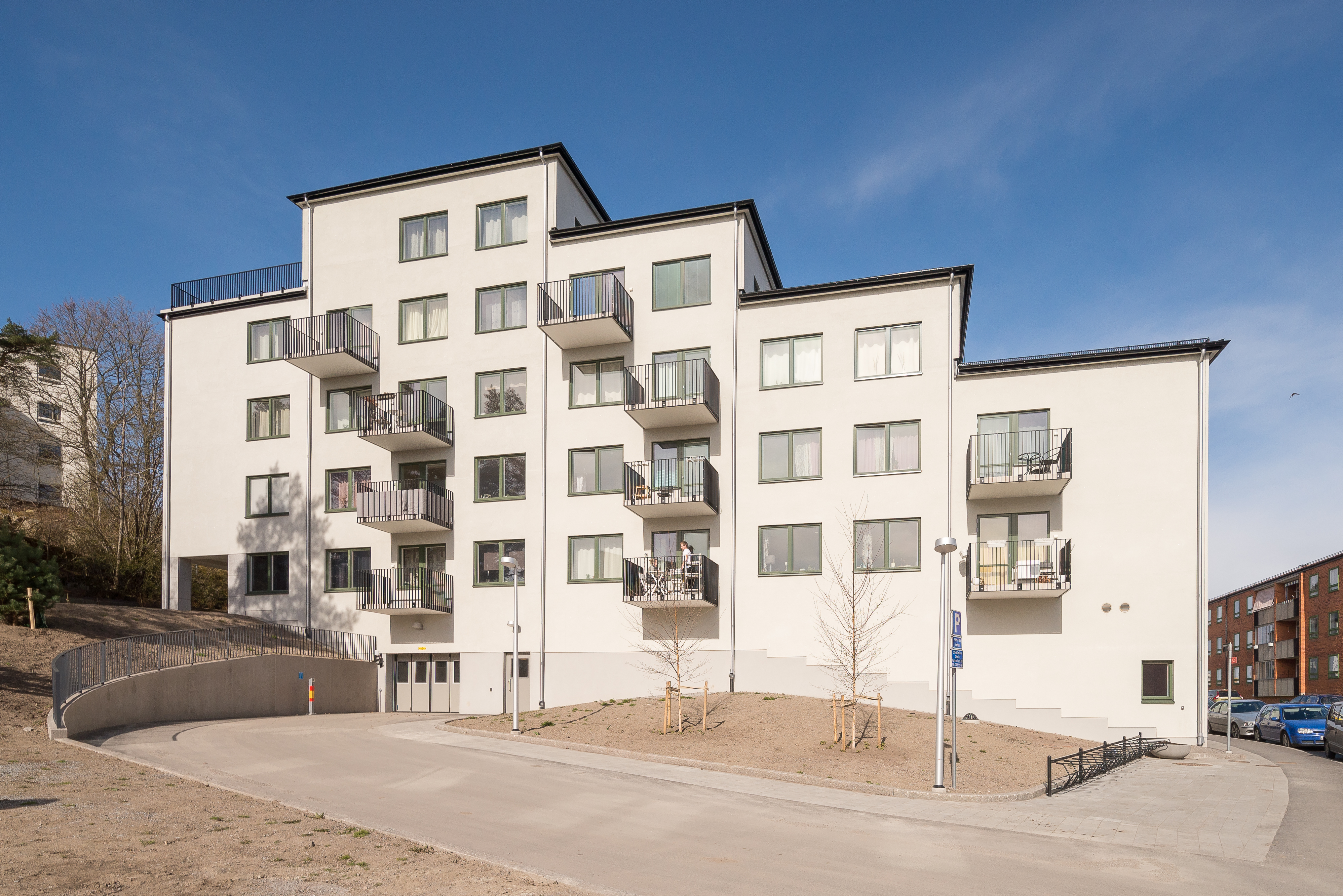